# Nüzhetiye, İznik
Nüzhetiye là một xã thuộc huyện İznik, tỉnh Bursa, Thổ Nhĩ Kỳ. Dân số thời điểm năm 2011 là 95 người.